# Ligne de Régny à-Saint-Just-en-Chevalet
La ligne de Régny à-Saint-Just-en-Chevalet, dite « Le Tacot », est une ancienne ligne de chemin de fer française traversant le département de la Loire. Elle a été construite entre 1910 et 1923, et fermée en 1939.

## Histoire

### Premiers tracés envisagés
Une voie ferrée permettant de désenclaver les contreforts occidentaux des Monts du Lyonnais est envisagée dès la fin du XIXe siècle. Un premier tracé de L'Hôpital-le-Grand à Panissières est proposé le 12 novembre 1881 par le maire de Sainte-Colombe-sur-Gand  , M. Volle, mais finalement repoussé le 11 novembre 1883 par le conseil municipal. Le 8 juin 1890, un nouveau projet voit le jour, devant desservir Chirassimont, Saint-Cyr-de-Valorges, Sainte-Colombe-sur-Gand, Violay, Bussières, Sainte-Agathe-en-Donzy et Montchal, mais est aussitôt enterré. Un troisième tracé, proposé en mai 1896, propose une ligne transversale de Feurs à Amplepuis, via Civens, Rozier-en-Donzy, Bussières, Sainte-Colombe-sur-Gand, Saint-Just-la-Pendue, Chirassimont, Fourneaux, Saint-Symphorien-de-Lay et Saint-Victor-sur-Rhins. Comme les autres, cette proposition ne connaît pas de suite. Deux autres propositions, du 24 août 1902 et du 22 novembre 1908, proposant respectivement une desserte L'Hôpital-le-Grand - Balbigny et Saint-Victor-sur-Rhins - Balbigny, sont enfin rejetées.

### La construction du tacot
En 1896, le Conseil général de la Loire fonde la Compagnie du chemin de fer de la Loire, et un nouveau tracé est retenu pour la ligne : elle doit relier Balbigny à Saint-Just-en-Chevalet, puis Balbigny à Régny. Le principe en est validé en 1900 et la construction démarre en 1910. Entretemps, la Compagnie du chemin de fer de la Loire a été reprise par la Société des Chemins de fer du Centre. Le premier tronçon construit et exploité est celui reliant Balbigny à Saint-Just-en-Chevalet, dans une zone relativement plane. Le tronçon Balbigny-Régny, en revanche, situé dans une zone montagneuse, n'est mis en service qu'en 1923, avec une interruption des travaux entre 1914 et 1918.

### L'exploitation de la ligne
La ligne, longue de 34,5 kilomètres, est parcourue en 1 heure 45 minutes, soit à une vitesse moyenne de 20 kilomètres à l'heure. La vitesse de pointe dans la pente assez marquée (3 %) de Bussières à Néronde atteignait 45 km/h.

### La fermeture
La ligne peu rentable est fermée le 31 mai 1939..

## Tracé de la ligne

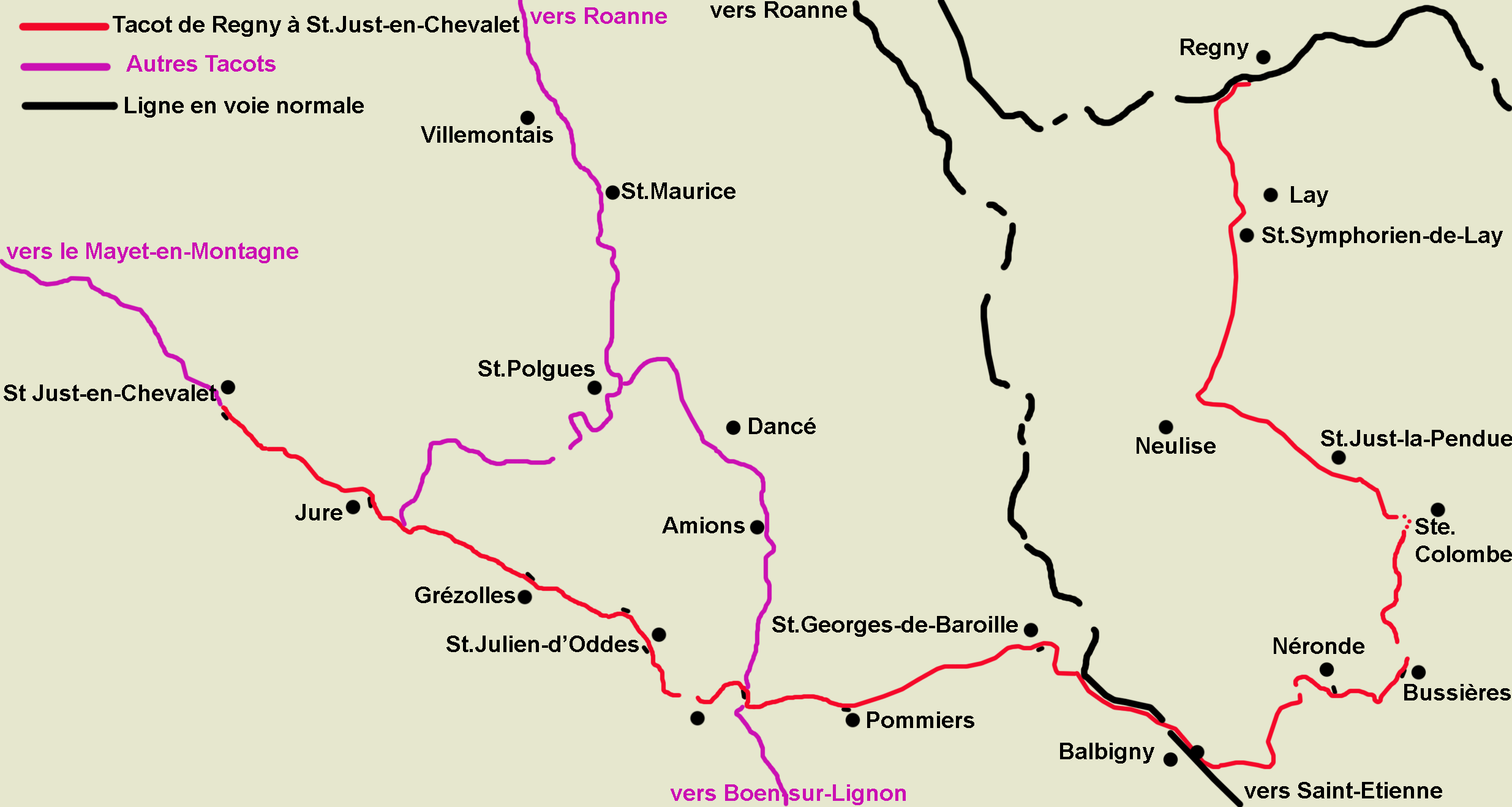
Ligne du tacot de Regny à Saint-Just-en-Chevalet (Loire)

Tracé réalisé schématiquement à partir d'une carte routière Michelin de 1925. On voit que cette ligne croisait d'autres lignes en voie métriques.

## Ouvrages d'art

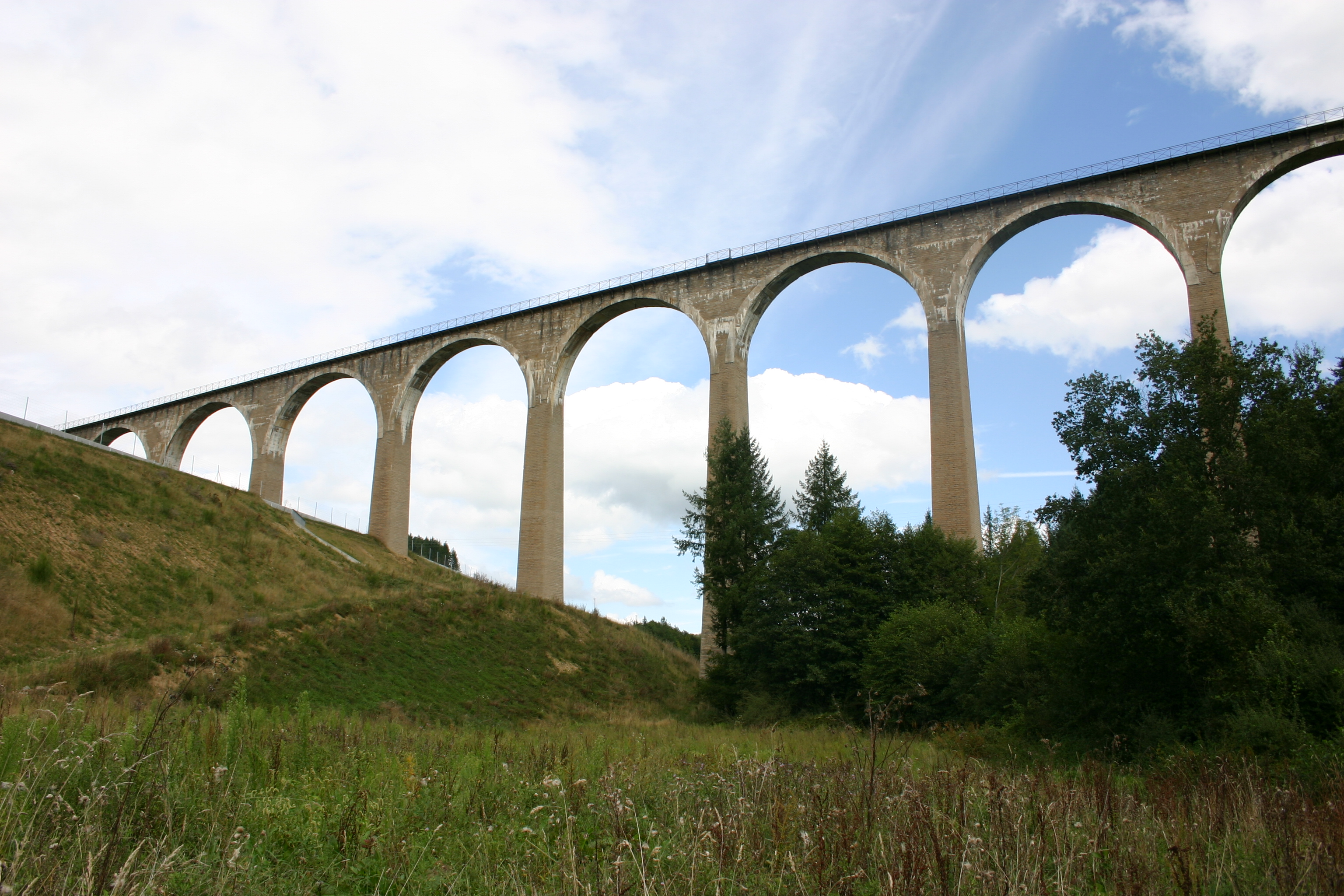
Autre vue du Pont Marteau.

Le principal ouvrage d'art de la ligne est le viaduc du Bernand, souvent appelé improprement « Pont Marteau », sur les communes de Bussières et de Sainte-Colombe-sur-Gand. Long de 312 mètres et haut de 50, il permet de franchir en douze arches la vallée du Bernand, un petit ruisseau affluent de la Loire. Il a été construit entre 1914 et 1922. Ses fondations sont posées par des ouvriers portugais et italiens, puis la construction utilise en partie le travail de prisonniers de guerre allemands,.
Depuis 2012 passe également sous deux de ses arches l'A89. Dans ce cadre, ASF prend en charge la rénovation des trois piles proches de l'autoroute. Le Comité Départemental de la Randonnée Pédestre de la Loire souhaite en 2007 que la société autoroutière en profite pour rénover et sécuriser l'ensemble de l'ouvrage, en compensation des chemins coupés par l'implantation de l'autoroute, afin de créer un itinéraire pédestre au-dessus de la vallée, demande restée sans réponse.